# Руджету (Слетіоара, Вилча)
Руджету (рум. Rugetu) — село у повіті Вилча в Румунії. Входить до складу комуни Слетіоара.
Село розташоване на відстані 192 км на північний захід від Бухареста, 39 км на захід від Римніку-Вилчі, 90 км на північ від Крайови, 147 км на захід від Брашова.

## Населення
За даними перепису населення 2002 року у селі проживали 685 осіб, усі — румуни. Усі жителі села рідною мовою назвали румунську.